# ローヴェレ
ローヴェレ（伊: Lovere  ( 音声ファイル)）は、イタリア共和国ロンバルディア州ベルガモ県にある、人口約5,100人の基礎自治体（コムーネ）。イゼーオ湖の北岸に位置する。

## 地理

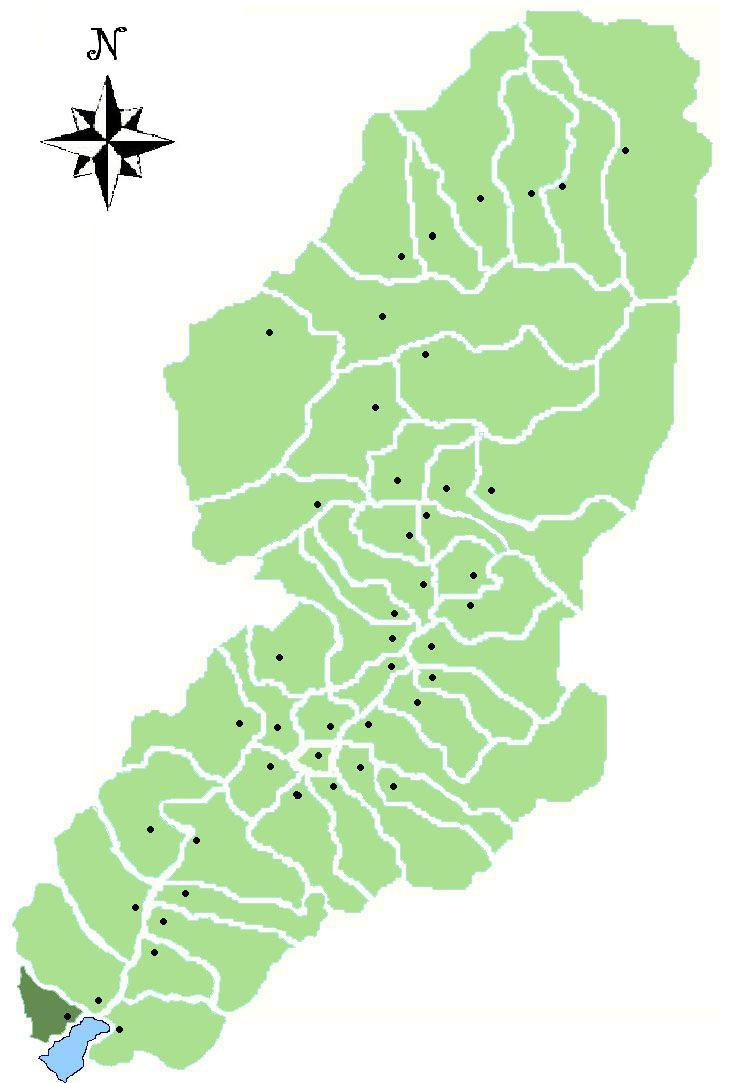
ヴァル・カモニカにおけるコムーネの領域

### 位置・広がり
ベルガモ県東部、イゼーオ湖畔のコムーネで、ヴァル・カモニカに含まれる。県都ベルガモから東北東へ33km、州都ミラノから東北東へ78kmの距離にある。

#### 隣接コムーネ
隣接するコムーネは以下の通り。括弧内のBSはブレシア県所属を示す。
| - ボッシコ - カストロ - コスタ・ヴォルピーノ - ピアーニコ - ピゾーニェ (BS) - ソーヴェレ |

### 地震分類
イタリアの地震リスク階級 (it) では、3 に分類される
。

## 行政

### 山岳部共同体
広域行政組織である山岳部共同体「ラーギ・ベルガマスキ山岳部共同体」  (it:Comunità montana dei Laghi Bergamaschi)  の事務所所在地である。「ラーギ・ベルガマスキ山岳部共同体」には以下のコムーネが含まれる（アルファベット順）。
- アドラーラ・サン・マルティーノ、アドラーラ・サン・ロッコ、ベルツォ・サン・フェルモ、ビアンツァーノ、ボルゴ・ディ・テルツォ、ボッシコ、カサッツァ、カストロ、チェナーテ・ソプラ、コスタ・ヴォルピーノ、クレダーロ、エンディネ・ガイアーノ、エントラーティコ、フォンテーノ、フォレスト・スパルソ、ガンドッソ、ガヴェリーナ・テルメ、グローネ、ローヴェレ、ルッツァーナ、モナステローロ・デル・カステッロ、パルツァーニカ、ピアーニコ、プレドーレ、ランツァニーコ、リーヴァ・ディ・ソルト、ローニョ、サルニコ、ソルト・コッリーナ、ソーヴェレ、スピノーネ・アル・ラーゴ、タヴェルノラ・ベルガマスカ、トレスコーレ・バルネアーリオ、ヴィアダーニカ、ヴィガーノ・サン・マルティーノ、ヴィーゴロ、ヴィッロンゴ、ザンドッビオ

## 文化・観光
「イタリアの最も美しい村」クラブ加盟コムーネである。